# Le Clan de la caverne des ours
Ne doit pas être confondu avec  Le Clan de l'Ours des Cavernes.
Pour plus de détails, voir Fiche technique et Distribution.
Le Clan de la caverne des ours (The Clan of the Cave Bear) est un film américain réalisé par Michael Chapman, sorti en 1986 et tiré du roman Le Clan de l'Ours des Cavernes de Jean Auel. Daryl Hannah y joue le rôle principal.  
Le film est considéré comme un échec commercial, ayant coûté quinze millions de dollars américains pour n'en rapporter que 1,9 million dans le pays. L'adaptation cinématographique des autres romans de J. Auel, initialement prévue, a été abandonnée à la suite de cet échec.

## Synopsis
L'histoire se passe en Europe il y a environ 35 000 ans ; les groupes d'humains modernes (Cro-Magnon) commencent à peupler le continent occupé jusqu'alors par l'homme de Néandertal. Ayla, une petite fille qui a perdu ses parents lors d'un tremblement de terre, est attaquée par un lion des cavernes. Bien qu'elle se soit cachée dans une crevasse de rocher, la fillette est blessée par l'une des puissantes griffes de l'animal. Quasiment morte de faim et gravement blessée, elle est découverte par un groupe d'hommes de Néandertal qui passait par là. Elle est soignée par Iza, la femme-médecin, et Creb, le sorcier ou Mog-Ur. Tous les deux s'attachent beaucoup à Ayla, même si pour le reste du clan elle demeure une étrangère dont on ne veut pas. Broud, le fils du chef de clan, la hait particulièrement. Pour la protéger, le jour où Broud deviendra chef du clan à son tour, Iza initie Ayla aux secrets de son art de guérir pour qu'elle puisse prendre une place honorable au sein du clan. Par ailleurs, Iza et Creb lui enseignent la langue et les coutumes du clan, qui sont tout à fait différentes des siennes, ce qui n'est pas sans entraîner assez fréquemment des problèmes.

## Fiche technique
- Titre : Le Clan de la caverne des ours
- Titre original : The Clan of the Cave Bear
- Réalisation : Michael Chapman
- Scénario : John Sayles, d'après le roman Le Clan de l'Ours des Cavernes de Jean M. Auel
- Production : Gerald I. Isenberg, Stan Rogow, Richard Briggs, Mark Damon, Peter Guber, John W. Hyde et Jon Peters
- Société de production : Warner Bros. Pictures
- Budget : 15 millions de dollars
- Musique : Alan Silvestri
- Photographie : Jan de Bont
- Montage : Wendy Greene Bricmont
- Décors : Anthony Masters
- Pays d'origine : États-Unis, Canada
- Format : Couleurs - 2,35:1 - Dolby - 35 mm
- Genre : Aventure, drame et fantastique
- Durée : 98 minutes
- Dates de sortie : 17 janvier 1986 (États-Unis), 6 août 1986 (France)

## Distribution
- Daryl Hannah : Ayla (aussi jouée par Nicole Eggert en plus jeune et par Emme Floria en enfant)
- Pamela Reed : Iza
- James Remar : Creb
- Thomas G. Waites : Broud
- John Doolittle : Brun
- Curtis Armstrong : Goov
- Martin Doyle : Grod
- Tony Montanaro : Zoug
- Mike Muscat : Dorv
- John Wardlow : Droog
- Keith Wardlow : Crug
- Karen Austin : Aba
- Barbara Duncan : Uka
- Gloria Lee : Oga
- Janne Mortil : Ovra
- Joey Cramer : Broud, jeune
- Bart l'ours : un ours

## Autour du film
- Le tournage s'est déroulé à Okanagan, au Canada.
- Dans le roman d'Auel, les personnages parlaient en langue des signes (transcrit en anglais dans le livre). Dans le film, ils utilisent leur propre langue, dont la traduction est donnée par des sous-titres.
- Il s'agit du même ours, Bart, que celui du film L'Ours, réalisé par Jean-Jacques Annaud en 1988. On a également pu le voir dans Croc-Blanc (1991), Légendes d'automne, Terrain miné (1994), ou encore À couteaux tirés (1997). Né en 1977, il est décédé de causes naturelles le 10 mai 2000 à Park City, dans l'Utah.
- La chanson du générique, Heroine, est interprétée par Sinéad O'Connor.

## Récompenses
- Nomination à l'Oscar des meilleurs maquillages pour Michael Westmore et Michèle Burke en 1987.